# SOCCSKSARGEN

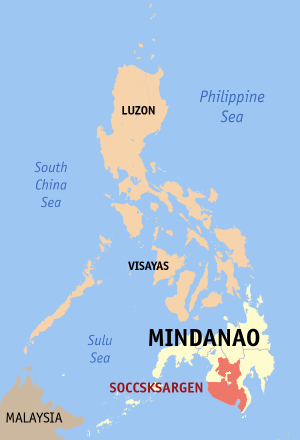
SOCCSKSARGENs läge.

SOCCSKSARGEN (region XII) är en region i Filippinerna med 3 732 600 invånare (2006) och en yta på 18 925,7 km². Den ligger på ön Mindanao och har en lång kustlinje, och vidsträckta dalar och bergskedjor. Regionen är välkänd för sitt flodsystem. Den tillhandahåller stora mängder mat, dricksvatten och energi till landet. I Cotabato finns Rio Grande de Mindanao som är Mindanaos längsta och Filippinernas näst längsta flod.
Regionens namn är en akronym bildad av namnen på regionens fyra provinser och en av dess städer. Staden som lånat sitt namn till akronymen är General Santos City. 
SOCCSKSARGEN består av provinserna Cotabato, Sarangani, Sultan Kudarat och Södra Cotabato. Regionhuvudstad är Koronadal i Södra Cotabato. Regionen inkluderar även staden Cotabato City som inte ingår i någon provins och ligger som en enklav i provinsen Shariff Kabunsuan i Muslimska Mindanao.
Regionen kallades förr Centrala Mindanao och omfattade ursprungligen provinserna Lanao del Norte, Lanao del Sur, Cotabato, Sultan Kudarat och Maguindanao. Efter att Muslimska Mindanao skapats 1990 återstod endast Lanao del Norte, Sultan Kudarat och Cotabato. År 2001, på dåvarande president Gloria Macapagal-Arroyos order omorganiserades Mindanaos regioner och provinser och nuvarande SOCCSKSARGEN bildades.
Bland språk som talas finns cebuano, hiligaynon, ilokano, cotabato manobo, filipino och engelska.